# Rio de San Luca
Le rio di San Luca (canal de Saint-Luc) est un canal de Venise dans le sestiere de San Marco.

## Toponymie
Le nom provient de l'Église San Luca Evangelista, proche.

## Description
Le rio di San Luca s'étire entre les anciennes contrade de San Luca et de San Benetto.

Il prolonge le rio dei Barcaroli vers le nord. Sur son trajet, il croise le rio della Verona sur son flanc ouest avec le palais Moro Marcello sur son coin et faisant face au palais Contarini del Bovolo.

Plus loin, il passe sous le ponte de la Cortesia. Dans la calle du même nom se trouvait une auberge du nom Cortesia dans le bâtiment, qui en 1805 porta le no 3097. En 1785, elle a été citée par la Minerva Veneta comme une des meilleures de Venise. Ce pont relie la calle du même nom au Campo Manin.
Ensuite, il passe sous le ponte San Paternian, reliant la Calle du même nom au même Campo Manin. L'église San Paternian fut érigée par la famille Andrearda au IXe siècle, puis reconstruite après des incendies en 976, 1105, 1168, et 1437. Elle fut fermée en 1810.

Plus au nord, le rio passe sous le ponte del Teatro à San Luca. 
Finalement, le rio longe encore le palais Contarini sur son flanc ouest avant de déboucher sur le Grand Canal entre le Palais Corner Contarini dei Cavalli (it) (à l'ouest) et le Palais Grimani a San Luca (it).

### Rio de San Paternian
Jadis, un canal débouchant sur le rio de San Luca, le rio di San Paternian longeait la face sud de l'Église San Paternian, aujourd'hui rasée et remplacée par le campo Manin et se prolongeait vers le nord-est jusqu'au campo S. Luca où il se termina en cul-de-sac. Il est admis que dans des temps reculés ce canal continuait son cours vers le nord pour se jeter dans le Grand Canal à hauteur du riva del Carbon. Le canal était traversé par deux ponts au campo Manin. En 1776, il fut enfoui, agrandissant le campo Manin et créant le rio terà di San Paternian.

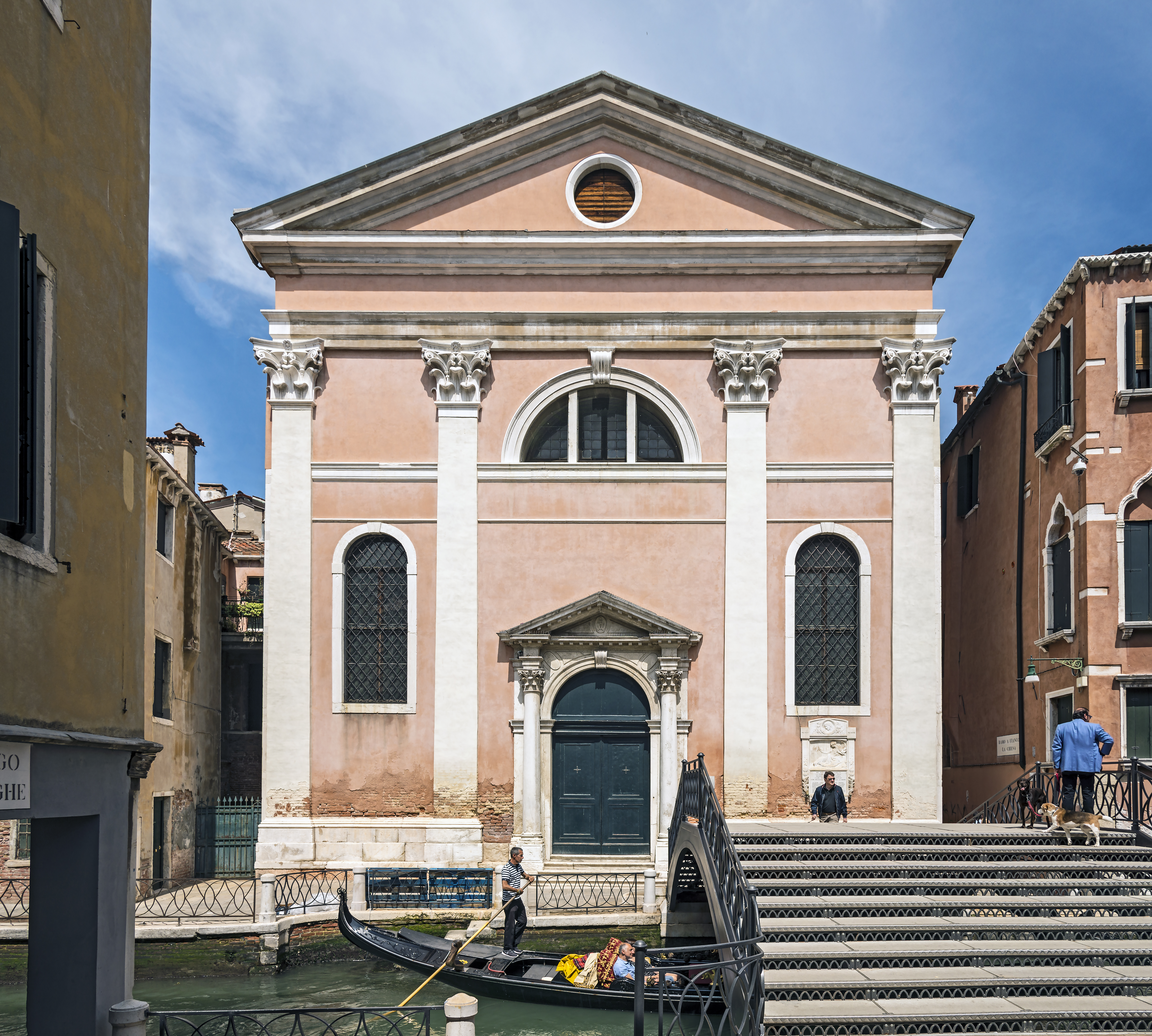
La façade de San Luca sur le rio
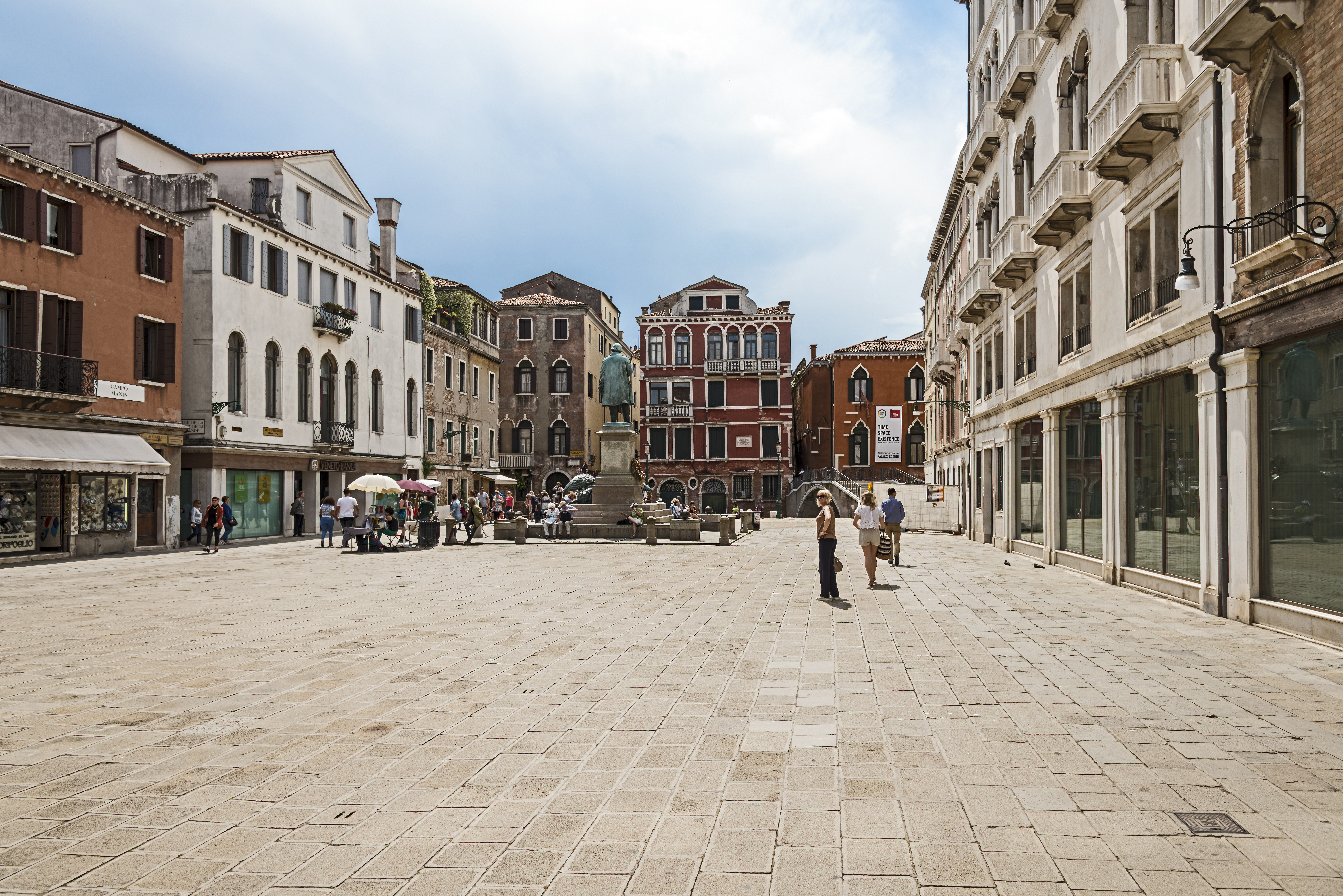
Le Campo Manin
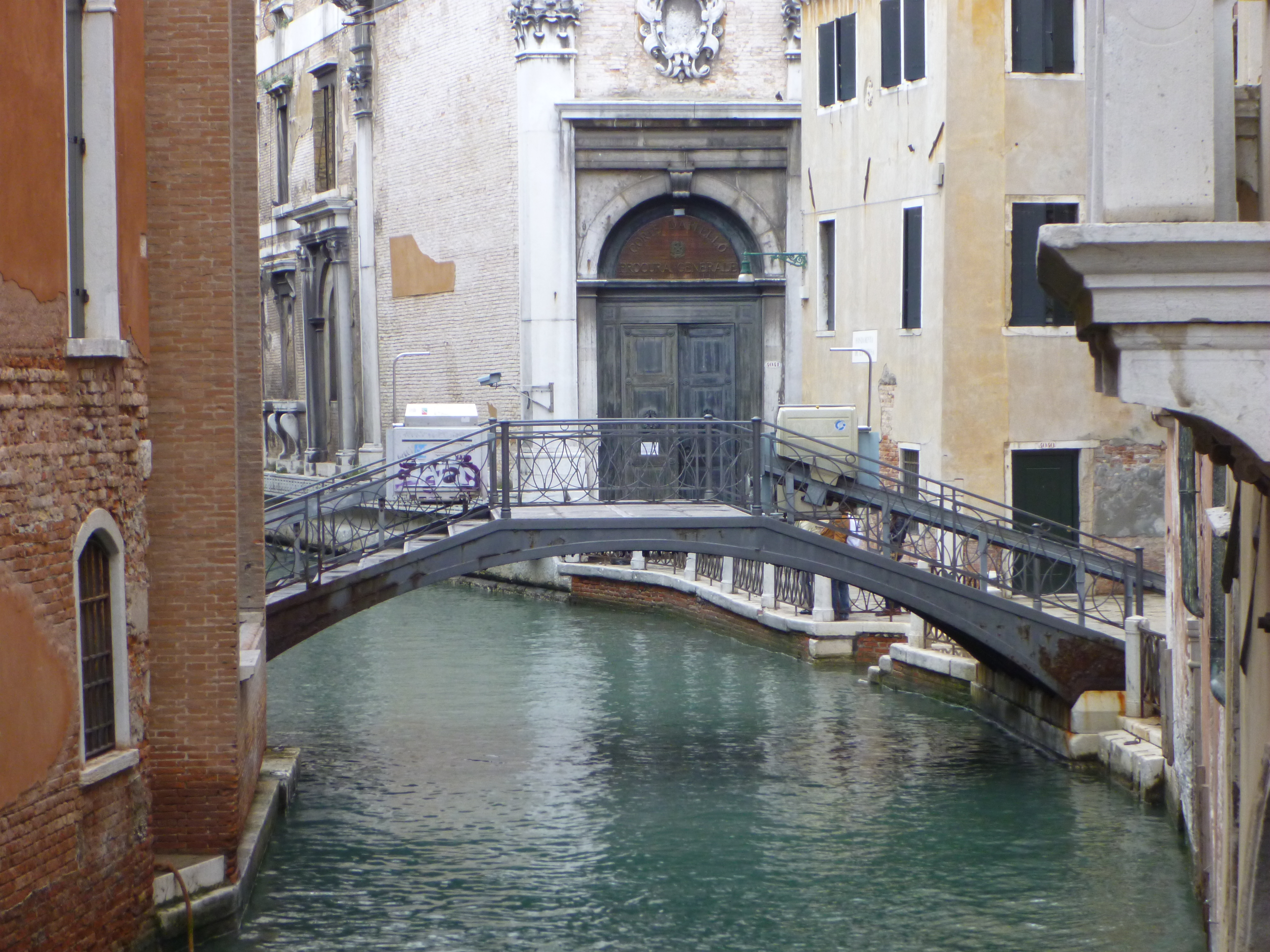
Ponte del Teatro
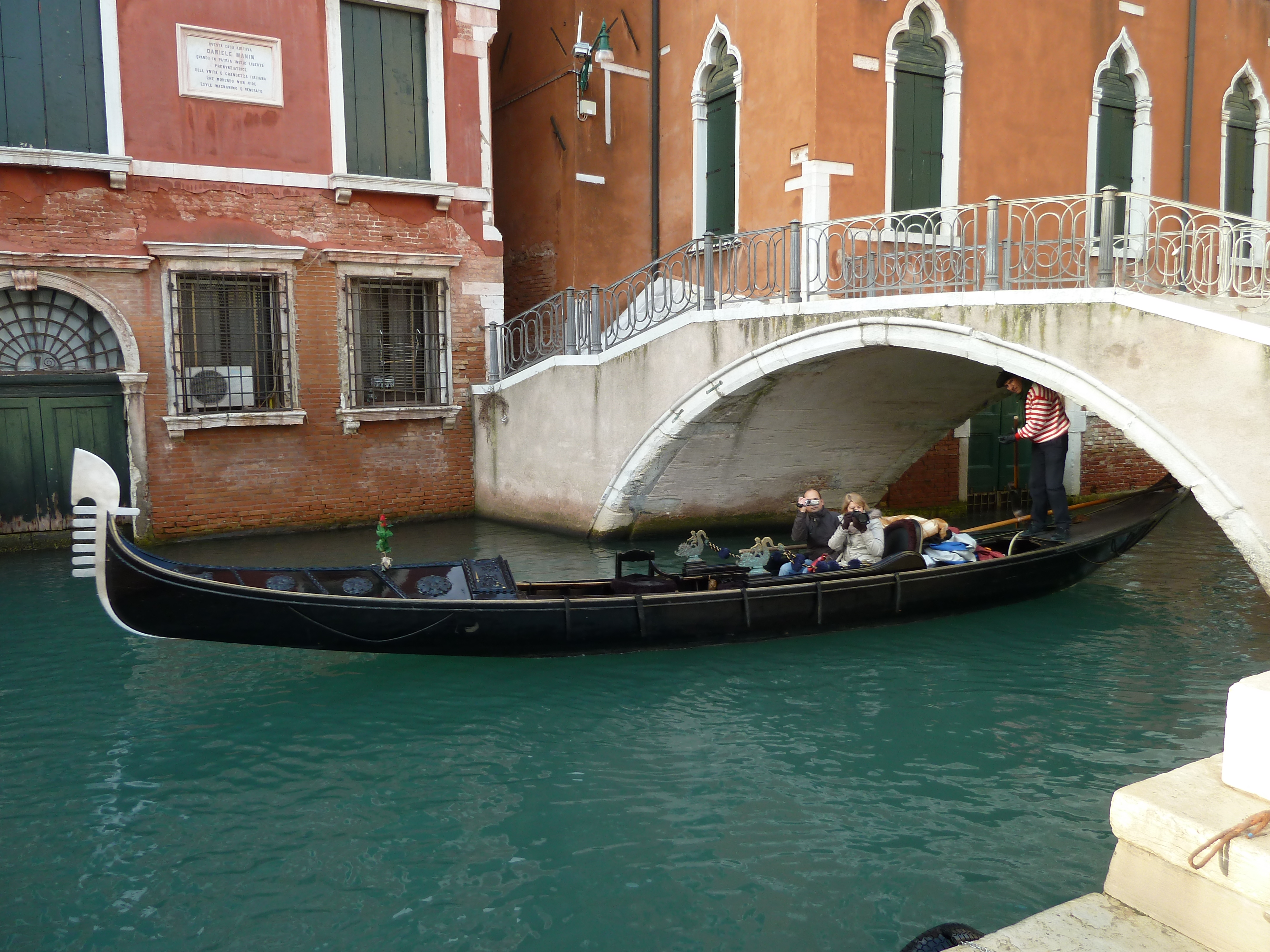
Ponte San Paternian
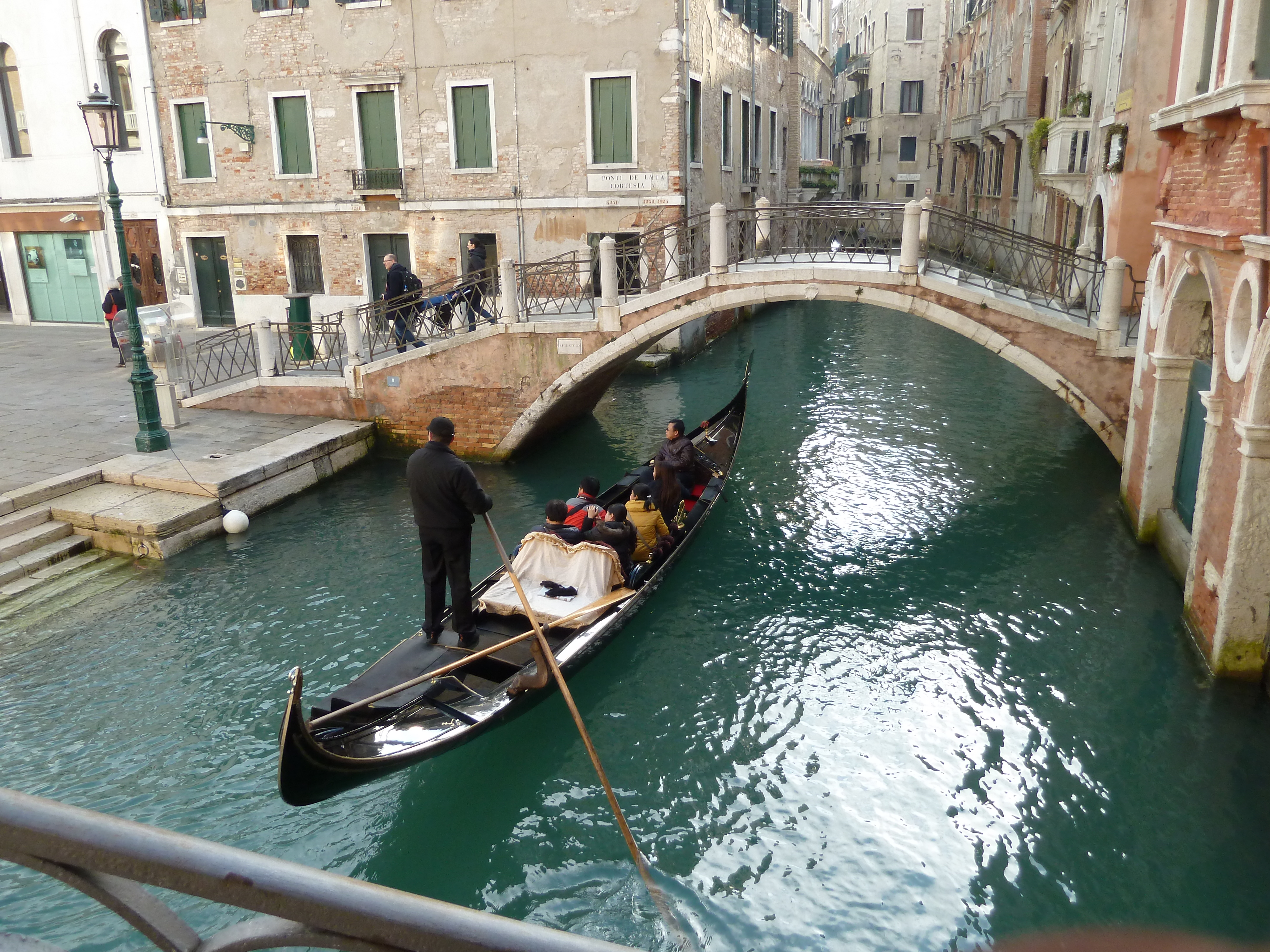
Ponte de la Cortesia
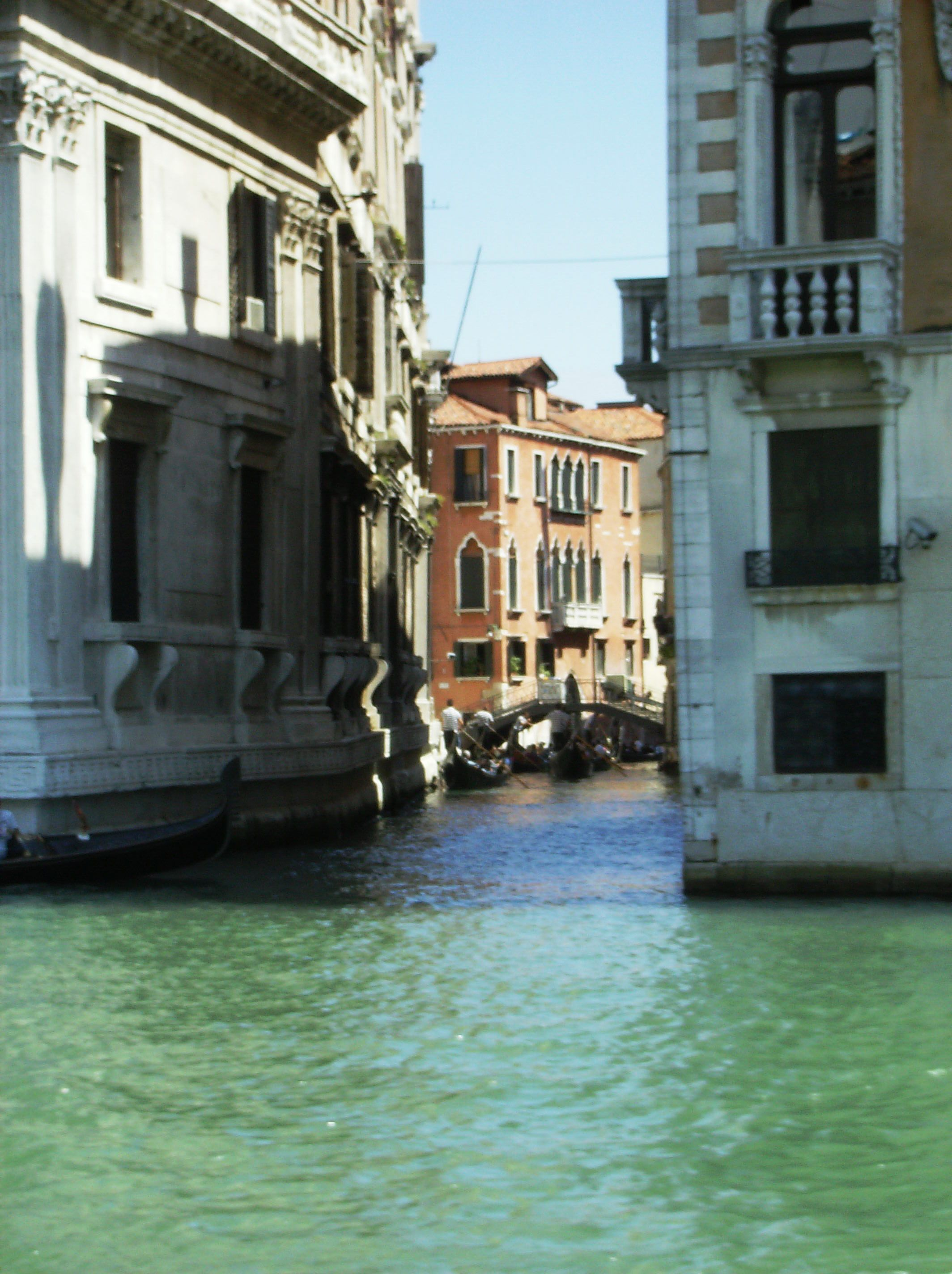
Embouchure sur le Grand Canal